# Rémi Pauriol
Rémi Pauriol (né le 4 avril 1982 à Aix-en-Provence) est un coureur cycliste français professionnel de 2006 à 2013. Son palmarès comprend notamment des victoires obtenues au Grand Prix de Lugano, à la Route Adélie de Vitré ou bien encore au Grand Prix d'ouverture La Marseillaise.

## Biographie

### Jeunesse et carrière amateur
Natif d'Aix-en-Provence, Rémi Pauriol commence le cyclisme par le VTT. Il pratique exclusivement cette discipline pendant sept ans avant de rejoindre le VC La Pomme Marseille en 2003. Cette année-là, il pratique à la fois le VTT et le cyclisme sur route. Il se consacre à la route à partir de 2004. Il remporte cette saison-là plusieurs victoires et termine l'année en tant que stagiaire dans l'équipe AG2R Prévoyance sans ensuite passer professionnel. En 2005 après quelques succès en début de saison, il s'impose lors du championnat de France Élite 2, victoire qui attire l'attention d'un directeur sportif de l'équipe Crédit agricole. Pauriol termine ensuite l'année comme stagiaire dans cette équipe.

### Carrière professionnelle

#### Crédit Agricole (2006-2008)
Rémi Pauriol passe professionnel en 2006 dans l'équipe Crédit agricole, dont il est membre jusqu'en 2008. Pour sa première saison, il obtient comme meilleur résultat individuel la deuxième place de Paris-Corrèze et collectivement une victoire d'étape au Tour méditerranéen en contre-la-montre par équipes. Il dispute également son premier grand tour en Italie. L'année suivante, il remporte sa première victoire professionnelle lors de la Route Adélie de Vitré au sprint devant Alexander Khatuntsev. Il s'impose également lors d'une étape du Tour de la Région wallonne. Il découvre la Vuelta qu'il ne termine pas. Il se classe troisième du classement final de la Coupe de France. En 2008, en tête du Tour de Catalogne au départ de la dernière étape, il échoue pour 21 secondes dans la conquête d'une victoire de niveau ProTour. Il découvre ensuite le Tour de France. Cette Grande Boucle se dispute pour l'équipe Crédit Agricole dans un contexte marqué par l'arrêt du sponsor en fin de saison, l'absence d'un repreneur et une sollicitation par d'autres équipes de plusieurs de ses coureurs dont Pauriol. Le 1er août, Roger Legeay, directeur de l'équipe, annonce aux coureurs qu'ils sont libres de s'engager dans d'autres équipes. Huit jours plus tard, sélectionné en équipe nationale pour les Jeux olympiques de Pékin, Pauriol termine la course en ligne à la 33e place après avoir été échappé une grande partie de la course.

#### Cofidis (2009-2010)
À la suite de l'arrêt de l'équipe Crédit agricole, il décide de rejoindre l'équipe Cofidis pour la saison 2009. Il remporte en début de saison le Grand Prix d'ouverture La Marseillaise puis le Grand Prix de Lugano en battant Davide Rebellin au sprint. Lors de Paris-Nice, il se classe dixième du prologue d'une course qui constitue son objectif de début d'année. Cependant, il est victime d'une chute le lendemain qui lui entraîne une fracture de la clavicule droite. Après son retour, il dispute le Tour de France. En fin d'année, il est victime d'une nouvelle fracture, cette fois-ci au fémur. Sa saison 2010 est marquée par une participation au Tour de France puis à la Vuelta, deux grands tours qu'il termine. Il ne remporte aucune victoire durant cette saison.

#### FDJ (2011-2012)

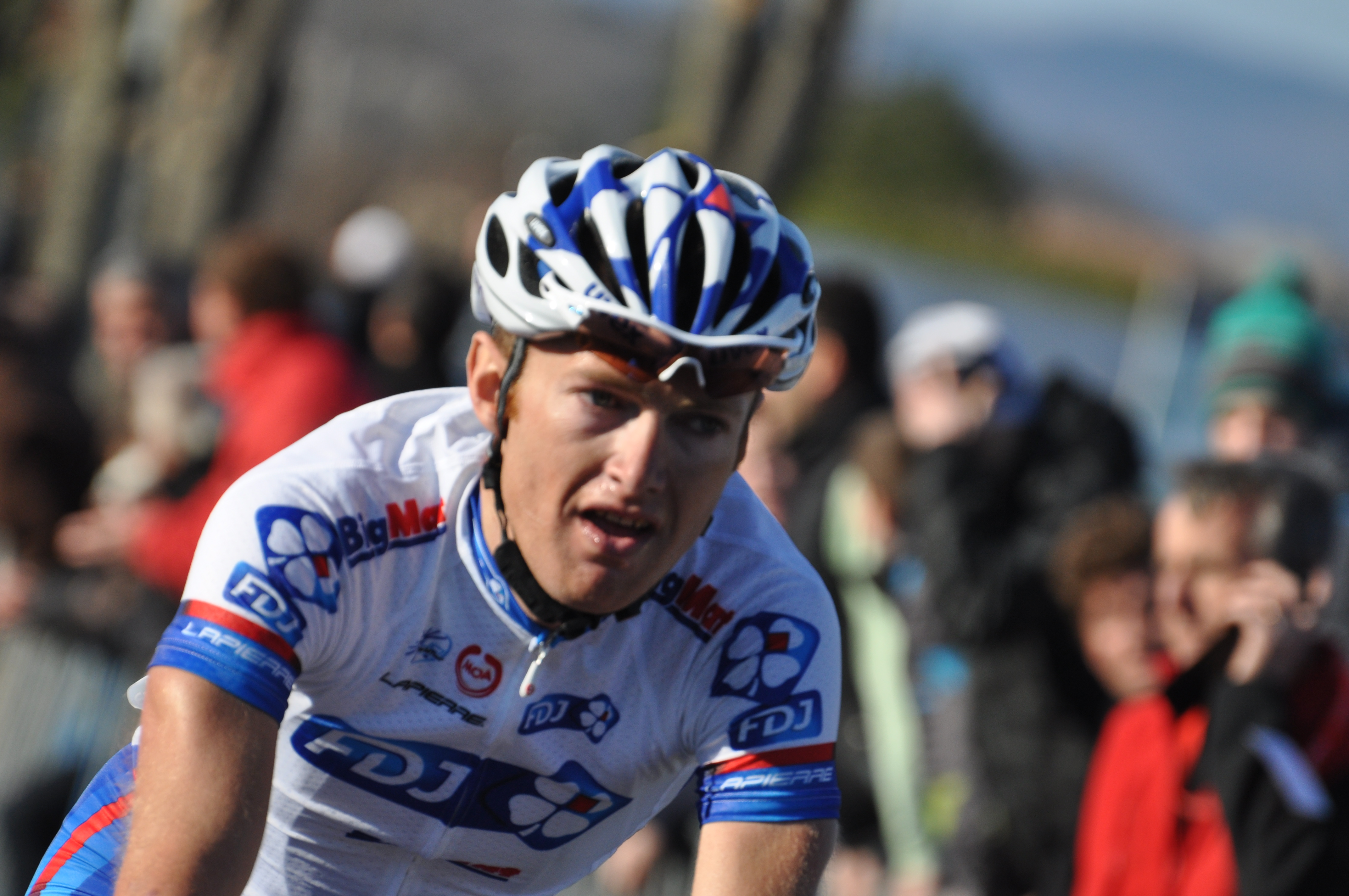
Rémi Pauriol lors des Boucles du Sud Ardèche 2012 qu'il remporte.

En 2011, il rejoint l'équipe FDJ après deux saisons passées chez Cofidis pour relancer sa carrière. En début de saison, Pauriol est cinquième du Tour du Haut-Var et est aux portes du top 10 du Tour méditerranéen et des Boucles du Sud Ardèche. Sur la course ardéchoise, Pauriol initie dans le final une échappée avec Jérôme Coppel qui n'est reprise qu'à trois kilomètres de l'arrivée d'une course remportée par son coéquipier Arthur Vichot,. Pauriol termine ensuite meilleur grimpeur de Paris-Nice et deuxième de la quatrième étape où il est battu au sprint par Thomas Voeckler. Huitième de Paris-Camembert en avril, il est sélectionné en juillet pour le Tour de France. Lors de la septième étape de la Grande Boucle, il fait partie des coureurs impliqués dans une chute collective. Atteint d'une fracture à une clavicule, il doit abandonner, tout comme Bradley Wiggins. De retour au mois d'août, Pauriol termine la saison par une dix-huitième place au Tour de Lombardie.
L'année suivante, Pauriol termine dans les 20 premiers en février du Tour méditerranéen et du Tour du Haut-Var avant de remporter les Boucles du Sud Ardèche à la fin de ce mois. Il s'impose en solitaire après avoir attaqué et distancé ses derniers rivaux dans la côte de la Vignasse,. Au mois d'août, alors qu'il participe au Tour d'Espagne, son transfert dans l'équipe Saur-Sojasun est annoncé par le journal Le Télégramme.

#### Sojasun (2013)
Rejoignant effectivement Sojasun en 2013 avec un contrat portant sur deux saisons, Rémi Pauriol termine en début de saison douzième du Tour méditerranéen puis deuxième de la Classic Sud Ardèche, où il perd son titre au sprint face à Mathieu Drujon. Il vise ensuite Paris-Nice.
En fin de saison, l'entreprise Sojasun annonce sa décision d'arrêter de sponsoriser son équipe alors que Pauriol possède encore une année de contrat. Un temps persuadé de retrouver une formation, il annonce, après mûre réflexion, fin janvier 2014, mettre un terme à sa carrière, à la suite de propositions non-conformes à ses attentes.

### Retraite sportive
À l'issue de sa carrière professionnelle, Rémi Pauriol choisit de s'impliquer dans le domaine viticole, que possède sa famille à Lambesc.

## Style et position dans le peloton
Rémi Pauriol déclare au début de sa carrière professionnelle être un « grimpeur-puncheur » adepte des terrains escarpés. Ses résultats dans les courses contre-la-montre l'incitent également à s'entraîner spécifiquement dans cette discipline. Il apprécie Alexandre Vinokourov et se déclare en 2006 contre les oreillettes.

## Palmarès

### Sur route

#### Amateur
| - 2004 - Classement général du Cinturó de l'Empordà - Classement général du Tour de Savoie - 1re étape du Tour des Pyrénées - 3e étape du Tour du Pays Roannais - 3e du Tour du Pays Roannais | - 2005 - Champion de France amateurs sur route - Boucles catalanes - Grand Prix Souvenir Jean-Masse - 2e de La Durtorccha - 3e du Grand Prix de Peymeinade - 3e du Tour du lac Léman - 3e du Tour du Chablais |  |

#### Professionnel
| - 2006 - 3e étape du Tour méditerranéen (contre-la-montre par équipes) - 2e de Paris-Corrèze - 2007 - 4e étape du Tour de la Région wallonne - Route Adélie de Vitré - 3e de la Coupe de France - 2008 - 3e du Tour de Catalogne - 3e du Tour du Finistère | - 2009 - Grand Prix d'ouverture La Marseillaise - Grand Prix de Lugano - 2012 - Boucles du Sud Ardèche - 2013 - 2e de la Classic Sud Ardèche |  |

### En VTT
- 1998
  - Vainqueur de la coupe de France cadet VTT
  - Vainqueur du Roc d'Azur VTT
- 2000
  -  Champion de France de cross-country juniors

## Résultats sur les grands tours

### Tour de France
4 participations
- 2008 : 80e
- 2009 : 43e
- 2010 : 38e
- 2011 : abandon (7e étape)

### Tour d'Italie
1 participation
- 2006 : 122e

### Tour d'Espagne
3 participations
- 2007 : abandon (5e étape)
- 2010 : 73e
- 2012 : 23e

## Classements mondiaux
Jusqu'en 2004, le classement UCI concerne tous les coureurs ayant obtenu des points lors de courses du calendrier international de l'Union cycliste internationale (324 courses en 2004). En 2005, l'UCI ProTour et les circuits continentaux sont créés, ayant chacun leur classement. De 2005 à 2008, le classement de l'UCI ProTour classe les coureurs membres d'équipes ProTour en fonction des points qu'ils ont obtenu lors des courses du calendrier UCI ProTour, soit 27 courses en 2006, 26 en 2007. En 2008, le calendrier du ProTour est réduit à 15 courses en raison du conflit entre l'UCI et les organisateurs de plusieurs courses majeures. Les trois grands tours, Paris-Roubaix, la Flèche wallonne, Liège-Bastogne-Liège, le Tour de Lombardie, Tirreno-Adriatico et Paris-Nice ne sont donc pas pris en compte dans le classement ProTour 2008. En 2009 et 2010, un « classement mondial UCI » remplace le classement ProTour. Il prend en compte les points inscrits lors des courses ProTour et des courses qui n'en font plus partie, regroupées dans un « calendrier historique », soit au total 24 courses en 2009 et 26 en 2010. Ce nouveau classement prend en compte les coureurs des équipes continentales professionnelles. En 2011, l'UCI ProTour devient l'UCI World Tour et reprend dans son calendrier les courses qui l'avaient quitté en 2008. Il comprend 27 courses en 2011 et son classement ne concerne plus que les coureurs membres des 18 équipes ProTeam.
Rémi Pauriol est membre de formation ProTour de 2006 à 2009 inclus et ne peut donc pas être classé ces années-là dans les circuits continentaux de cyclisme. En 2010, Cofidis ne fait plus partie du ProTour, Pauriol peut être classé dans les circuits continentaux. Durant les trois années qui suivent, il n'est classable au World Tour qu'en 2012, étant membre d'équipes continentales professionnelles en 2011 et 2013. Il obtient son meilleur classement en 2008 avec une 34e place à l'UCI ProTour. Sur les circuits continentaux, son meilleur résultat est une 178e place à l'UCI Europe Tour 2013.
| Année                  | 2005  | 2006 | 2007 | 2008 | 2009 | 2010 | 2011 | 2012 | 2013 |
| ---------------------- | ----- | ---- | ---- | ---- | ---- | ---- | ---- | ---- | ---- |
| Classement ProTour     |       | nc   | nc   | 34e  |      |      |      |      |      |
| Calendrier mondial UCI |       |      |      |      | 259e | nc   |      |      |      |
| UCI World Tour         |       |      |      |      |      |      |      | nc   |      |
| UCI Europe Tour        | 1059e |      |      |      |      | 396e | 315e |      | 178e |